# Cherry Kearton
Cherry Kearton (Swaledale, Yorkshire, 8 de julio de 1871 – Londres,  27 de septiembre de 1940) fue un investigador, escritor, fotógrafo y cineasta considerado uno de los directores y fotógrafos pioneros en dedicarse al estudio y registro de la vida salvaje y el entorno natural.

## Biografía
Kearton nació en la pequeña localidad inglesa de (Swaledale), en Yorkshire y ya procedía de una familia de ornitólogos, ya que tanto su padre como su abuelo lo eran, de modo que su hermano y él heredaron esta pasión por la naturaleza.
En 1900 contrajo matrimonio con Mary Burwood Coates, con la que tuvo un hijo (llamado Cherry, como su padre) y una hija, Nina. 
Tras divorciarse en 1920, dos años después se casó con la soprano sudafricana Ada Forrest. Falleció en 1940 tras una participación en el programa infantil de la BBC Children's Hour. La Royal Geographical Society creó el premio fotográfico Medalla Cherry Kearton en su honor.

## Fotografía
Cherry Kearton se especializó en la fotografía de la vida animal, siendo la primera persona que fotografió un nido con huevos, en 1892. En el verano de 1896, en compañía de su hermano Richard Kearton (1862–1928), que era naturalista, visitaron las Islas Hébridas Exteriores, en St Kilda (Escocia) y otros lugares bastante remotos. En 1898 publicaron en Londres (editado por Cassell & Co) el libro With Nature and a Camera (Con la naturaleza y la cámara), que contenía 160 de sus imágenes y terminaría convirtiéndose en una obra prestigiosa que alcanzó notable fama. Cherry aportó fotografías a 17 de los libros de su hermano y escribió e ilustró otros tantos por su propia cuenta. 
En 1900 Kearton también fue la primera persona que grabó el piar de pájaros cantando en un entorno salvaje (exactamente un ruiseñor y un tordo).
De sus cámaras también salieron la primera filmación aérea de Londres, en 1908, y la primera grabación de las hostilidades de la Primera Guerra Mundial, en 1914.
Cherry y su hermano Richard Kearton son seguramente más conocidos por su construcción de escondites fotográficos en el entorno natural, como los que utilizaron en 1900 y 1901.

## Películas
Cherry y Richard Kearton realizaron algunos cortometrajes de aves para Charles Urban entre 1905 y 1908. Después, desde 1909, Cherry se pasó a la realización de documentales de vida salvaje, grabando en lugares lejanos de Europa, como África, India, Borneo, Canadá... Dirigió más de 30 títulos para sus propias compañías: Cherry Kearton Ltd y Cherry Kearton Films Ltd. entre las cuales destacan las siguientes:
- 1911. A Primitive Man's Career to Civilization
- 1910. Roosevelt in Africa
- 1910. Lassoing Wild Animals in Africa
- 1923. Wild Life Across the World (Vida salvaje a lo largo del planeta)
- 1927. With Cherry Kearton in the Jungle
- 1930. Dassan: An adventure in search of laughter, featuring nature’s greatest little comedians
- 1935. The Big Game of Life (El gran juego de la vida)

## Libros
- 1898. Kearton, Richard With nature and a camera; being the adventures and observations of a field naturalist and an animal photographer, Cassell.